# Cercle de la Voile de Paris
Il Cercle de la voile de Paris ("Circolo della vela di Parigi") è un circolo velico francese fondato nel 1858. 
La sede si trova a Les Mureaux dal 1893, mentre il campo di regata si trova a Meulan, sulla Senna. A Meulan si sono svolte le gare di vela alla Olimpiadi del 1900 e del 1924.     
Il CVP è all'origine di gare di livello internazionale, come la Coupe internationale du Cercle de la voile de Paris che si svolge dal 1899, meglio nota come One Ton Cup. Il Cercle de la Voile è stato lo sfidante del New York Yacht Club nelle edizioni del 1970 e del 1974 dell'America's Cup.
Il CVP ha contribuito all'elaborazione delle stazze di corsa, come la "30 m2 CVP"; ed ha lanciato nuove classi di derive, come le "Sharpie 9 m2".

## Storia
All'inizio il circolo aveva sede sul bacino di Argenteuil al Petit-Gennevilliers e si chiamava Cercle des voiliers de la Basse-Seine dal 1858. Poi si fuse con il Cercle des yachts de Paris nel 1868 e prese il nome attuale di Cercle de la voile de Paris. Un anno dopo fu assorbita anche la Société des Régates Parisiennes.
Il CVP lasciò il bacino d'Argenteuil nel 1893 all'inizio della costruzione del ponte dell'acquedotto di Colombes, che divise il campo di regata in due.